# Brachymeria fulvitarsis
Brachymeria fulvitarsis är en stekelart som först beskrevs av Cameron 1906.  Brachymeria fulvitarsis ingår i släktet Brachymeria och familjen bredlårsteklar. Inga underarter finns listade.